# Molovata, Dubăsari
Molovata este un sat din raionul Dubăsari, Republica Moldova, situat la 75 km de Chișinău, pe malul drept al râului Nistru.
Se învecinează cu satele Molovata Nouă, Oxentea, Mărcăuți, Roghi și Goian.

## Istorie
Molovata este menționată pentru prima dată în documente în anul 1574:
„Din mila lui Dumnezeu, Ioan voievod, fiul lui Ștefan voievod, domn al Țării Moldovei. Iată acestui boier al nostru credincios și cinstit, pan Ion Golăi mare logofăt și slugii noastre credincioase Eremia pârcălab și femeii lui, Tudora, le-am dat și le-am întărit dela noi, în țara noastră, Moldova, doua locuri din pustie, unul deasupra Nistrului, unde se numește Ocsentia, între Molovat și între Domocșia și cu loc de patru mori, de aceasta parte a Nistrului, în pârâu, la gura Ihorlicului, unde cade în Nistru, iar celălalt loc la capătul Peșterilor, mai sus de Orheiul vechiu, unde cade drumul Orheiului vechiu în Răut, în vadul de mai sus de Chișinău sub [loc liber] de partea Răutului dinspre Nistru și cu două mori în Răut, ca sa-și întemeieze acolo doua sate, căci ei și-au cumpărat chiar dela domnia mea și ne-au dat opt cai buni și patru sute de zloți tătărești, bani gata, în vistieria noastră.

...

Iar pentru mai mare putere și întărire a tuturor celor mai sus scrise, am poruncit să scrie și să lege pecetea noastră către această carte a noastră.

A scris Cârstea Mihăilescul în Iași, în anul 7082 <1574> luna Mai 10 zile.

Eu, Io Voievod și fiul nostru Pătru.”

## Populație

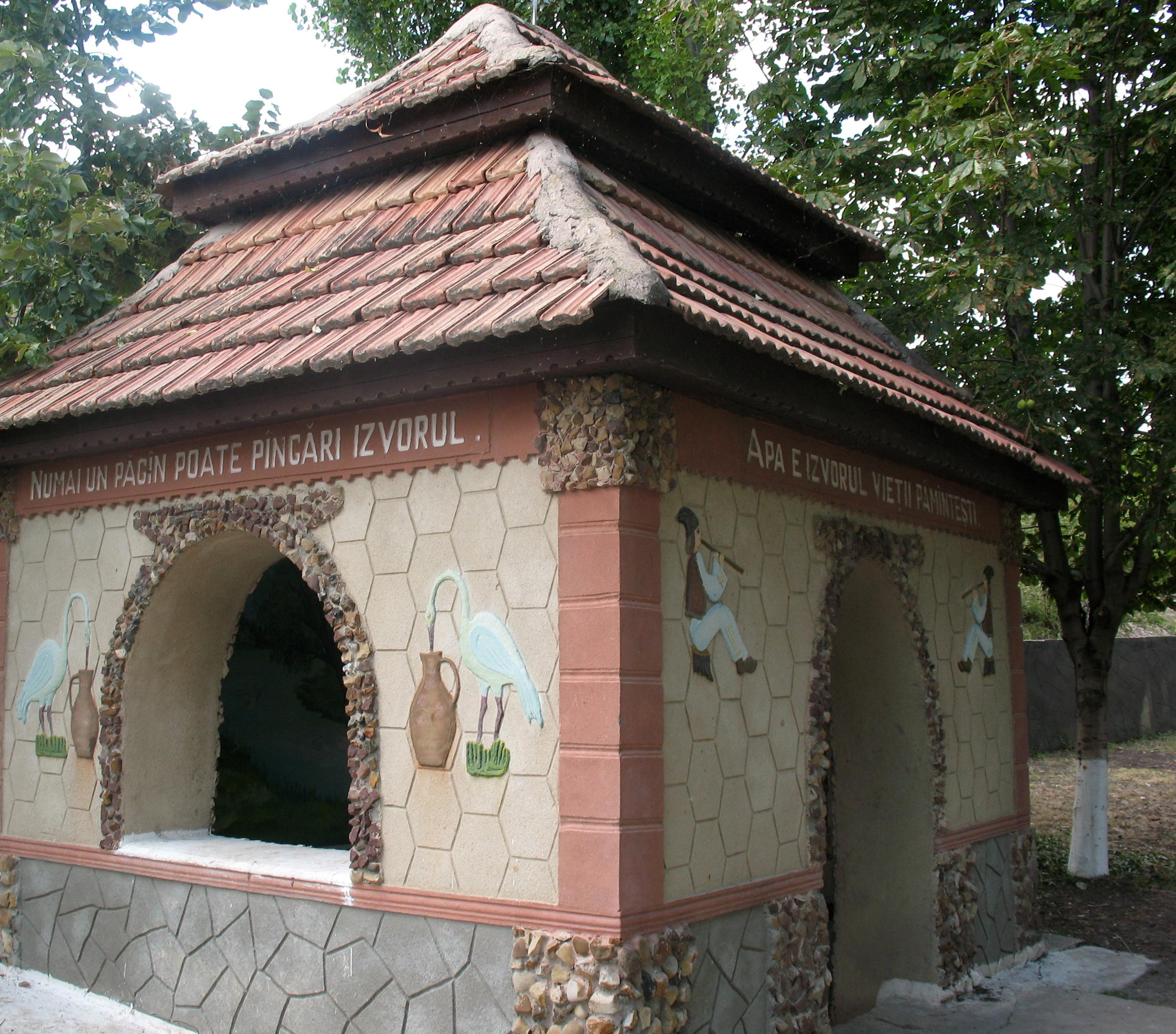
Izvorul din stâncă din Molovata

Potrivit recensământului din 2004, în Molovata locuiau 3.600 locuitori, dintre care 98,8% moldoveni (români).

## Administrație și politică
Componența Consiliului local Molovata (11 consilieri), ales la 5 noiembrie 2023, este următoarea:
|  | Partid                                        | Consilieri | Componență | Componență | Componență | Componență | Componență |
|  | --------------------------------------------- | ---------- | ---------- | ---------- | ---------- | ---------- | ---------- |
|  | Partidul Acțiune și Solidaritate              | 5          |            |            |            |            |            |
|  | Partidul Dezvoltării și Consolidării Moldovei | 3          |            |            |            |            |            |
|  | Candidat independent MARIA MORARENCO          | 1          |            |            |            |            |            |
|  | Candidat independent INA POPA                 | 1          |            |            |            |            |            |
|  | Partidul Socialiștilor din Republica Moldova  | 1          |            |            |            |            |            |

## Cultură
În localitate există un ansamblu folcloric. Elevii din școală studiază cultura, arta și dansurile în cadrul cercurilor pentru copii și tineret din Casa de Cultură.

## Personalități născute aici
- Galina Dodon (n. 1977), fostă Prima Doamnă a Republicii Moldova